# Caban (Einheit)
Der Caban, auch Cavan, war ein Volumen- und Gewichtsmaß für Reis, Kaffee, Kakao und Getreide. Das Maß galt in den spanischen Besitzungen in Ostindien (Philippinen).
- 1 Caban = 25 Gantans = 200 Chupas = 800 Apatomes = 4954 ¾ Pariser Kubikzoll = 98,28 Liter

Das Maß wurde auch im Handel als Gewichtsmaß verwendet. Reis wurde nach dem Pikul (etwa 60 Kilogramm je Einheit) verkauft. Das kastilische Pfund war die Libra zu 2 Marco mit 9591,9 As (Holländ. = 0,048 Gramm) = 460 7/8 Gramm
- Reis 1 Caban = 126 bis 128 Pfund (kastilisch.)
- Weizen 1 Caban = 150 Pfund (kastilisch.)
- Kaffee 1 Caban = 52 Pfund (kastilisch.)
- Kakao 1 Caban = 83 Pfund (kastilisch.)